# Étroubles
Étroubles ist eine italienische Gemeinde mit 481 Einwohnern (Stand 31. Dezember 2023) in der autonomen Region Aostatal. 
Der Ort ist Träger der Bandiera Arancione des TCI und ist Mitglied der Vereinigung I borghi più belli d’Italia (Die schönsten Orte Italiens).

## Geographie
Die Gemeinde liegt auf der orographisch linken Seite der Dora Baltea auf einer mittleren Höhe von 1280 m s.l.m. und verfügt über eine Fläche von 39 Quadratkilometern. 
Die Nachbargemeinden heißen Allein, Bourg-Saint-Pierre (Schweiz), Doues, Gignod, Ollomont und Saint-Oyen.
Durch Étroubles führt die Strada Statale 27 del Gran San Bernardo zum Pass Grosser St. Bernhard, die Teil der Europastraße 27 von Belfort nach Aosta ist.

## Geschichte
Während der Zeit des Faschismus trug der Ort den italianisierten Namen Etroble.

## Bauwerke
Schon im 12. Jahrhundert wird in Étroubles eine Pfarrkirche erwähnt. Der Tour de Vachéry (ein Turm) stammt ebenfalls aus diesem Jahrhundert.

## Persönlichkeiten
In Étroubles wurde François-Nestor Adam (1903–1990) geboren, der von 1952 bis 1977 römisch-katholischer Bischof im Bistum Sitten war.